# 江源镇 (简阳市)
江源镇，是中华人民共和国四川省资阳市简阳市下辖的一个乡镇级行政单位。2019年12月，撤销永宁乡，将其所属行政区域划归江源镇管辖，江源镇人民政府驻鑫源街186号。

## 行政区划
江源镇下辖以下地区：
安民村、保卫村、慈堰村、东岳村、丰产村、和睦村、花朝村、江源村、老鹰村、民族村、强民村、强农村、任家村、顺源村、同乐村、五洞村和月湾村。